# 大正大学本源氏物語
大正大学本源氏物語（たいしょうだいがくほんげんじものがたり）は、源氏物語の写本の一つ。現在大正大学の所蔵であるためこのように呼ばれる。

## 概要
54冊の揃い本。室町時代後期の書写とみられる。岐阜県飛騨地方の旧家に伝わったもので、1997年（平成9年）に大正大学が購入してその所蔵となり、2003年（平成13年）4月13日から公開されている。現在は大正大学図書館の公式サイトにおいて全帖全頁の画像が公開されている。
各巻巻末の奥書によれば延徳2年（1490年）から明応2年（1493年）にかけて書写された寄合書であるが、全巻が斐紙に書かれ同じ体裁になっている。各巻巻末に筆写が記されているものがあり、以下のような名が挙げられている。
- 帚木　冷泉政為（1446年 - 1523年）
- 空蝉　近衛政家（文安元年（1444年） - 永正2年6月19日（1505年7月20日））
- 夕顔　甘露寺親長（応永31年（1425年） - 明応9年8月7日（1500年8月31日））
- 若紫　小倉季種（正親町持季の子）
- 末摘花　一条冬良（寛正5年6月25日（1464年7月29日） - 永正11年3月27日（1514年4月21日））
- 行幸・鈴虫・紅梅　中御門宣胤（嘉吉2年（1442年） - 大永5年11月17日（1525年12月1日））
- 匂宮・手習　近衛政家（文安元年（1444年） - 永正2年6月19日（1505年7月20日））

題字は後柏原天皇の第五皇子である清彦親王（尊鎮法親王、1504年-1550年）の一筆とされている。江戸初期に作られたとみられる黒漆塗りの専用箪笥に収められており、箱の題字は角倉素庵（元亀2年6月5日（1571年6月27日） - 寛永9年6月22日（1632年8月7日））の筆とされている。

## 本文系統
本文系統は全体としては当時主流であった青表紙本の系統に属するが、巻によって大島本に近かったり肖柏本や宮内庁書陵部蔵三条西家本・日本大学蔵三条西家本に近かったりするもので、一部に別本である阿里莫本や麦生本に近い異文を含んである。全体として現存するどれかの写本との直接の継承関係は認められない。

## 翻刻
- 大場朗・魚尾孝久「大正大学蔵『源氏物語』翻刻(桐壺)」『大正大學研究紀要, 仏教学部・人間学部・文学部・表現学部』第96輯、大正大学、2011年（平成23年）、pp. 29-65。
- 大場朗・魚尾孝久「大正大学蔵『源氏物語』翻刻（帚木・空蝉）」『大正大學研究紀要, 仏教学部・人間学部・文学部・表現学部』第97輯、大正大学、2012年（平成24年）、pp. 65-103。
- 大場朗・魚尾孝久「大正大学蔵『源氏物語』「夕顔」の翻刻 」大正大学大学院文学研究科編『国文学試論』大正大学大学院文学研究科、第21号、2012年（平成24年）3月、pp. 1-33。
- 大場朗・魚尾孝久「大正大学蔵『源氏物語』「紅葉賀」の翻刻 」大正大学大学院文学研究科編『国文学試論』大正大学大学院文学研究科、第22号、2013年（平成25年）3月、pp. 1-20。
- 大場朗・魚尾孝久「大正大学蔵『源氏物語』「賢木」の翻刻 」大正大学大学院文学研究科編『国文学試論』大正大学大学院文学研究科、第23号、2014年（平成26年）3月、pp. 1-33。
- 大場朗・魚尾孝久「大正大学本『源氏物語』翻刻（若紫・末摘花）」『大正大學研究紀要 仏教学部・人間学部・文学部・表現学部』第98輯、2013年（平成25年）3月15日、pp. 31-91。
- 大場朗・魚尾孝久「大正大学本『源氏物語』翻刻（葵）」『大正大學研究紀要 仏教学部・人間学部・文学部・表現学部』第99輯、2014年（平成26年）3月15日、pp. 117-178。
- 大場朗・魚尾孝久「『大正大学本『源氏物語』「花散里」「須磨」の翻刻』」『大正大學研究紀要 仏教学部・人間学部・文学部・表現学部』第100輯、2015年（平成27年）3月15日、pp. 145-205。